# Iglesia del Salvador de Bakú
La Iglesia del Salvador ( en idioma azerí: Xilaskar kilsəsi, en idioma alemán: Erlöserkirche, también conocido como el kirkha de la palabra alemana Kirche) es una iglesia luterana en Bakú, Azerbaiyán. 
Esta iglesia fue construida con donaciones del feligrés Adolf Eichler y consagrada el 14 de marzo de 1899. Actualmente, también se utilizaba una sala de conciertos del Ministerio de Ministerio de Cultura y Turismo. La iglesia de estilo neogótico presenta un portal coronado con un frontón. Mientras que la comunidad evangélica de Azerbaiyán dejó de existir en 1936, la iglesia sobrevivió al período estalinista debido a las peticiones a José Stalin en las que los peticionarios prometieron, a cambio de salvar a la iglesia, rezar por él hasta la muerte. Sin embargo, el pastor Paul Hamburg y otros siete miembros de la comunidad luterana local fueron ejecutados por un pelotón de fusilamiento el 1 de noviembre de 1937.

## Historia

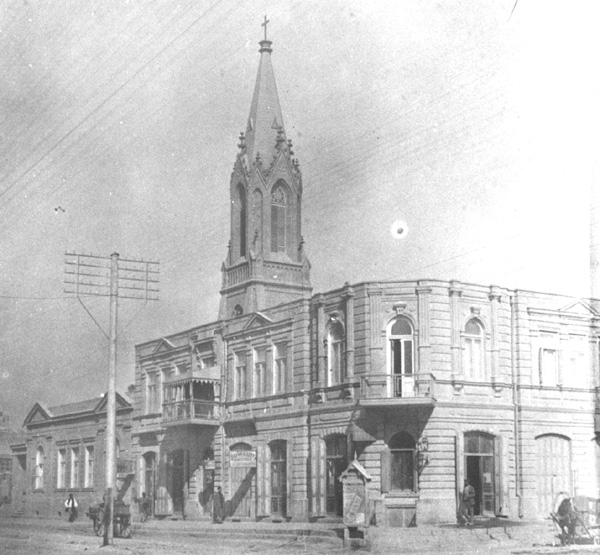
La iglesia luterana de Bakú en 1900.

El 30 de enero de 1885, la Duma de la ciudad asignó la parcela de 1.400 sazhens cuadrados (6.373 metros cuadrados) para la iglesia. Los residentes locales le pidieron a Eichler que hiciera una iglesia similar a la de Göygöl, pero en su lugar el arquitecto, utilizó su propio estilo único. La ceremonia de colocación de la primera piedra se celebró el domingo 21 de marzo de 1896 con la presencia del gobernador de Bakú, Lileyev, y del jefe de la ciudad, Iretsky. Emmanuel Nobel, su madrastra y la segunda esposa de Ludvig Nobel también asistieron a la ceremonia. El nombre de la iglesia fue anunciado en ese momento. El 24 de junio de 1898, una cruz dorada de 213 kilogramos fue levantada sobre la iglesia. A principios de 1899 se instalaron una campana y un órgano. La ceremonia de consagración reunió a más de mil personas. El 23 de abril de 1900 se celebró en la iglesia el primer concierto de órgano, en el que se interpretaron las obras de Johann Sebastian Bach. El 1 de diciembre de 1996 se celebró en la iglesia la velada de conmemoración de la familia Nobel. En 2001, la iglesia fue cerrada por obras de renovación.
Después de esta extensa renovación, la iglesia ha estado en funcionamiento desde 2010. La comunidad Evangélica Luterana del Salvador se reúne nuevamente cada domingo para su culto, la comunidad únicamente usa la iglesia como inquilina. De lo contrario, la iglesia está sujeta a la Filarmónica y se utiliza como sala de conciertos y órgano.